# Mazingarbe
Mazingarbe è un comune francese di 7 546 abitanti situato nel dipartimento del Passo di Calais, nella regione dell'Alta Francia.

## Società

### Evoluzione demografica
Abitanti censiti